# Charles Silverstein
Charles Silverstein (* 23. April 1935; † 30. Januar 2023) war ein US-amerikanischer Psychologe, Psychotherapeut und Autor.
Silverstein war der Gründer und Direktor des Institute for Human Identity und Identity House in New York City. Silverstein war des Weiteren der Gründer des Journal of Homosexuality.
Silverstein schrieb auch mehrere Artikel über seine Reiseziele.

## Werke (Auswahl)
- A Family Matter: A Parents' Guide to Homosexuality
- Man to Man: Gay Couples in America
- Gays, Lesbians and Their Therapists: Studies in Psychotherapy
- The Joy of Gay Sex, gemeinsam mit Edmund White
- The New Joy of Gay Sex, gemeinsam mit Felice Picano

## Artikel (Auswahl)

### Psychologie
- Facilitating Support Groups for Professionals Working With PWA’s, gemeinsam mit Grossman, in Social Work, 1993
- The Borderline Personality Disorder and Gay People, Journal of Homosexuality, 1988
- Einleitung, in The Lavender Couch, von Hall, 1985
- The Ethical and Moral Implications of Sexual Classification: A Commentary, Journal of Homosexuality, 1984
- Buchrezension von Masters & Johnson, Homosexuality in Perspective, in Contemporary Psychology, 1980
- Symposium on Homosexuality and the Ethics of Behavioral Intervention, Journal of Homosexuality, 1977
- Even Psychiatry Can Profit from its Past Mistakes, Journal of Homosexuality, 1976–1977
- Buchrezension von Bancroft, Deviant Sexual Behavior: Modification and Assessment, in Behavior Therapy, 1975

### Reiseliteratur von Silverstein
- In the Footsteps of Lawrence of Arabia, The Guide, 1995
- Finding Independence Park: The Gay Struggle in Israel, Frontiers Newsmagazine, 1995
- Gay Life in Cork City, Ireland, The Guide, 1996
- Discovering Gay Vietnam, The Guide, 1997